# 丹尼尔·比尔 (历史学家)
丹尼尔·比尔（英語：Daniel Beer，1967年—）是一位英国历史学家，倫敦大學皇家霍洛威學院教授，专攻现代欧洲史，主要作品有《死屋：沙皇统治时期的西伯利亚流放制度》（The House of the Dead: Siberian Exile Under the Tsars）等。